# Universidad Laboral de Gijón

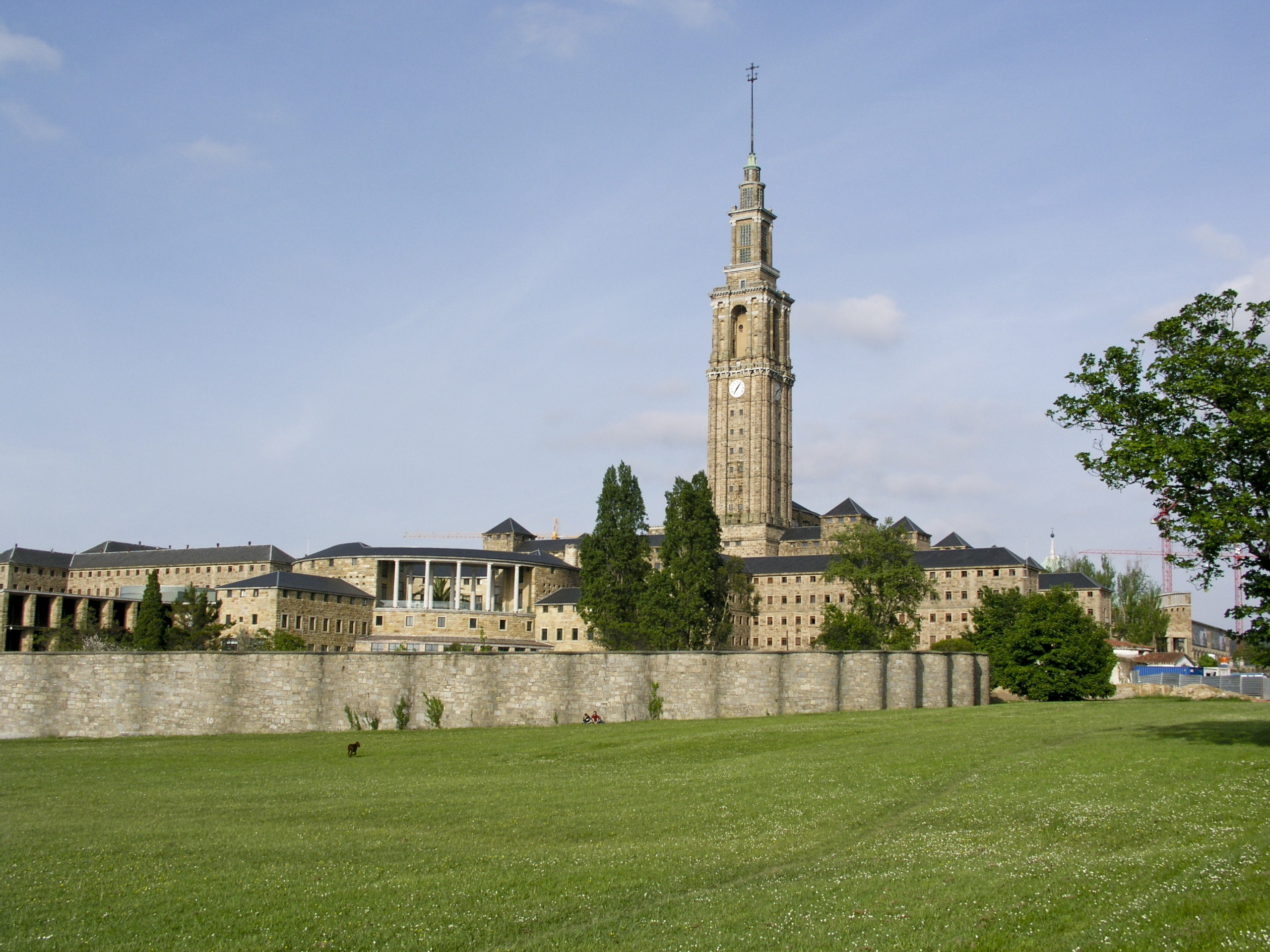
Vy på avstånd

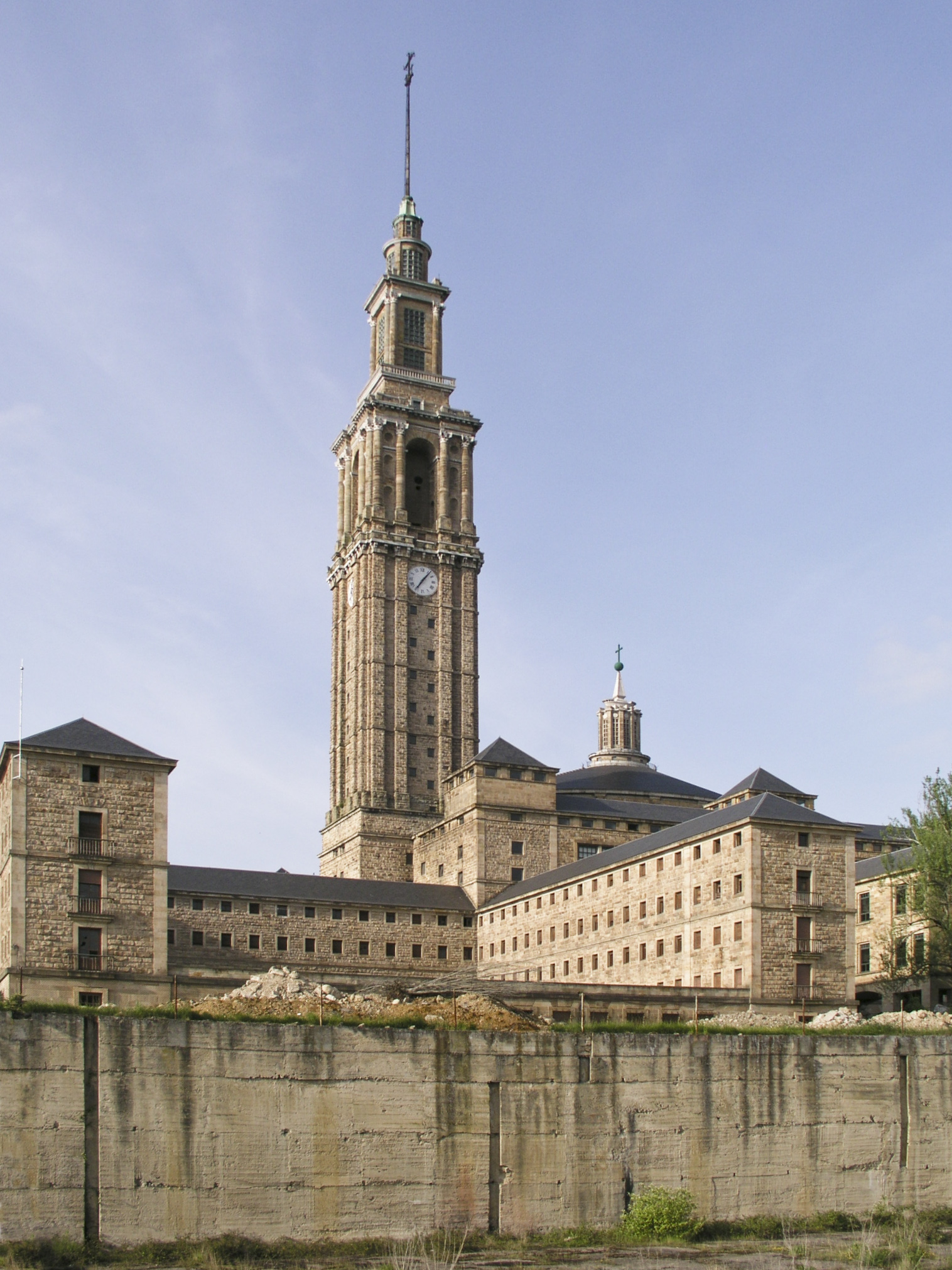
Närbild

Universidad Laboral de Gijón (Arbetsuniversitetet) är ett universitet i Gijón (Asturien, Spanien), närmare bestämt i den (civila) församlingen Cabueñes, något mer än tre kilometer från Gijóns centrum. Byggnaden uppfördes mellan 1946 och 1956. Det är det arkitektoniskt mest betydande verket under 1900-talet i Asturien och räknas, med sina 270 000 m², som den största byggnaden i Spanien.

## Historia
Vid mitten av 1940-talet sammanträffade Carlos Pinilla Turiño, undersekreterare vid Arbetsministeriet med en grupp personer från orten för att få skapa ett barnhem för gruvarbetarnas barn. Detta var till följd av en allvarlig gruvolycka vid Caudal, där han hade närvarat vid en begravning för offren. Det bildades en stiftelse med namnet Stiftelsen José Antonio Girón, vilket tillkännagavs den 6 oktober 1945. Stiftelsens namn var en hyllning till dåvarande arbets- och immigrationsministern i Spanien.
Stiftelsens konkreta syfte var att starta ett barnhem för föräldralösa barn till föräldrar som dött i arbetsolyckor i gruvorna. Man projekterade därför en byggnad som skulle kunna ta emot tusen elever och som hade nödvändiga resurser för att möjliggöra studier, som bostad, skola, industriverkstäder, sportanläggning, lantbruk och odlingsmark. Arbetsministern uppdrog åt stiftelsens styrelse att ansvara för uppdraget genom en order den 14 juni 1946. För detta tog man i anspråk mark längs vägen mellan Gijón till Villaviciosa mark med en yta av 1 544 572 m², av vilka man kunde lägga beslag på 381 551 m² genom expropriation. Kompletterande mark, 1 464 300 m², kunde man erhålla från Granja Lloreda i El Infanzón.
Byggandet av komplexet uppdrogs åt en arkitektgrupp under ledning av arkitekt Luis Moya Blanco från Madrid. Gruppen bestod av Moya, hans bror Ramiro Moya Blanco, José Marcelino Díez Canteli från Gijón och Pedro Rodríguez A. de la Puente. Den tidens bästa tekniker tog hand om de olika specialiteter som byggandet fordrade. Så ritades till exempel trädgårdarna av Javier Winthuysen Losada, inspektör för nationella konstnärliga parker och trädgårdar, de agronomiska uppgifterna togs om hand av agronomen Gabino Figar; skulpturerna gjordes av Manuel Álvarez Laviada och Florentino Trapero, och mosaikerna av  Santiago Padrós, över arbeten av målaren Joaquín Valverde från Sevilla.
Under genomförandet av arbetena beslöt arbetsministern att man skulle skapa ett Arbetsuniversitet (Universidades Laborales), som var ämnat för ungdomarnas yrkesutbildning, varför gruvbarnhemmet (Orfelinato Minero) kom att omformas till ett arbetsuniversitet i Gijón. Utbildningen och ledningen av institutionen uppdrog man åt Jesuitorden, medan förvaltningen skulle skötas av Sankta Klaras orden. 1978 överlämnades ledningen till lärarpersonalen vid universitetet, vilka ersatta jesuitbröderna, och några få år senare sades även kontraktet med nunnorna upp.
På sin tid var skolan Spaniens största skola för sekundärutbildning, med plats för mer än 3 000 elever.

## Byggnaden
Byggnaden vänder ryggen mot staden Gijón. Luis Moya ritade den för att den skulle påminna om Partenon i Aten och med samma tanke, att för att komma till byggnadens inre, skulle man behöva gå runt och då få se byggnaden i all dess storslagenhet.

### Kyrkan
Kyrkan är utan tvekan den mest spektakulära byggnaden från arkitektonisk synpunkt. Med en yta av 807 m², är kyrkan världens största kyrka med elliptisk form.
Interiören täcks av en kupol med en vikt av uppskattningsvis 300 ton och lagd på 20 korsande tegelbågar som håller kupolen utan behov av pelare. Höjden från golv till foten av bågarna är 25 meter och 33 meter i mitten av ögat. Genom detta skulle solljuset tränga in och lysa upp centrum av kyrkan, fast det numera inte gör så då kupolen något hindrar ljuset. Vid konstruktionen använde man ungefär 450 000 tegelstenar som togs från León.
Golvet i kyrkan är av marmor och kyrkbänkarna, som är tänkta att ge plats för tusen elever vid skolan och deras lärare, är av padonk, en träslag från Ekvatorialguinea. Bänkarna skars ut speciellt för byggnaden och varje bänk, olik alla andra, gjordes i ett enda stycke och var bestämda att placeras på en bestämd plats. Baldakinens pelare är gjorda av rosa granit från Porriño, även de gjorda i ett stycke och var och en med en höjd av 7,75 m.

### Tornet
Med en höjd av 130 m, motsvarar den formen hos Giralda i Sevilla. En inre hiss möjliggör en färd upp till utsiktspunkten, utan tvekan det bästa utsiktstornet i Gijón. För närvarande är det den högsta byggnaden i Asturien och den högsta stenbyggnaden i Spanien.

## Fotnoter och källor
1. ↑  55 años como vigía de Gijón - El Comercio
2. ↑  Laboral Ciudad de la Cultura Arkiverad 29 oktober 2010 hämtat från the Wayback Machine.(spanska)